# Pseudopungtungia tenuicorpus
Pseudopungtungia tenuicorpus är en fiskart som beskrevs av Jeon och Choi, 1980. Pseudopungtungia tenuicorpus ingår i släktet Pseudopungtungia och familjen karpfiskar. Inga underarter finns listade i Catalogue of Life.